# The Best Side of Life
The Best Side of Life – singel niemieckiej wokalistki Sarah Connor z 2006 wydany jako pierwszy i ostatni singel z reedycji albumu Christmas in My Heart. Utwór został wyprodukowany przez duet Kay Denar i Rob Tyger. Jest to drugi świąteczny singel Connor. Piosenka została wydana 24 listopada 2006 w Niemczech, Austrii i Szwajcarii. „The Best Side of Life” wziął udział w świątecznej, niemieckiej kampanii reklamowej firmy Coca-Cola.
Utwór zadebiutował na wysokich (jak na świąteczną piosenkę) pozycjach, kolejno 6. w Niemczech, 12. w Austrii i 15. w Szwajcarii. Najwyższą pozycję osiągnął w rodzimym kraju, zajmując 4. miejsce.

## Formaty i spis utworów singla
Niemiecki/europejski CD-maxi singel
1. „The Best Side of Life”
2. „A Ride in the Snow”
3. „Why Does It Rain”
4. „A Ride in the Snow (Live)”

## Pozycje na listach
| Lista przebojów (2006)             | Najwyższa pozycja |
| ---------------------------------- | ----------------- |
| Austria (Media Control AG)         | 12                |
| Europa (Official Top 100)          | 41                |
| Europa (Euro WebCharts)            | 6                 |
| Niemcy (Media Control AG)          | 6                 |
| Szwajcaria (Hitparade)             | 15                |
| [A] Szwajcaria (Hitparade)         | 60                |
| [A] Airplay World Official Top 100 | 36                |
| World Singles Official Top 100     | 36                |
| Lista przebojów (2007)             | Najwyższa pozycja |
| [A] Czechy (IFPI)                  | 53                |

| Notowania (2007)          | Najwyższa pozycja |
| ------------------------- | ----------------- |
| Niemcy (Media Control AG) | 74                |

- A ^ Notowanie Airplay.